# Liste de problèmes non résolus de la physique
Pour les articles homonymes, voir Liste des problèmes non résolus.
 (mai 2010).
Si vous disposez d'ouvrages ou d'articles de référence ou si vous connaissez des sites web de qualité traitant du thème abordé ici, merci de compléter l'article en donnant les références utiles à sa vérifiabilité et en les liant à la section « Notes et références ».
Ceci est une liste de quelques-uns des grands problèmes non résolus de la physique.

## Problématique
Au cours du processus à long terme d'évolution des théories selon la méthode scientifique, il existe une phase intermédiaire entre deux périodes de stabilité où des questions restent sans réponse et où des anomalies de plus en plus nombreuses s'accumulent pour mettre en doute les théories établies à la recherche d'une plus grande cohérence avec les expérimentations.

## Problèmes non résolus en mécanique des fluides
- Résolution des équations de Navier-Stokes, équations qui décrivent l'écoulement incompressible d'un fluide[réf. nécessaire]. Ce problème fait partie des problèmes du millénaire en mathématiques[1].
- La turbulence peut-elle être décrite à l'aide d'un modèle théorique ? Plus précisément, est-ce qu'un modèle peut décrire précisément l'écoulement turbulent ? Si la turbulence peut se modéliser numériquement, il n'existe pas de solution analytique exacte et la turbulence n'est pas parfaitement comprise[2],[3],[4].

## Problèmes théoriques
Théorie du toutPeut-il exister une théorie physique simple et unifiée permettant d'expliquer tous les phénomènes de la physique ? Comment mettre la gravitation et la relativité générale dans le cadre d'une théorie quantique des champs, ?
Valeur des constantes libres du modèle standardLe modèle standard de la physique des particules contient une vingtaine de constantes dont la valeur ne peut être déterminée que par l'expérience. Certains physiciens considèrent que ces valeurs devraient être déterminées par une théorie réellement fondamentale et que l'origine et la raison des valeurs de ces constantes sont une question importante non résolue invitant à des développements supplémentaires de la physique théorique.
Paradoxe de l'information des trous noirs, évaporation des trous noirsEst-ce que les trous noirs produisent une radiation, comme le prévoit la théorie ? Est-ce que ce rayonnement contient des informations sur la structure interne du trou, comme suggéré par la dualité gravité-jauge, ou non, comme le laissent entendre les travaux de Hawking ? Sinon, et si les trous noirs peuvent s'évaporer, que devient l'information qu'ils contiennent (la mécanique quantique n'autorise pas la perte d'information) ?  Existe-t-il un autre moyen de sonder la structure interne des trous — à condition que cette structure existe ?
Dimensions supplémentairesEst-ce que la nature admet plus de quatre dimensions spatio-temporelles ? Si oui, combien y en a-t-il et quelle est leur taille ? Les dimensions font-elles partie des propriétés fondamentales de l'univers ou résultent-elles des lois de la physique ? Peut-on observer des dimensions supplémentaires ?
Inflation cosmiqueLa théorie de l'inflation est-elle correcte et, si oui, quelle est la description détaillée de l'époque d'inflation ? Existe-il un champ d'inflation donnant lieu à ce processus ?
MultiversExiste-t-il des raisons physiques de s'attendre à l'existence d'autres univers, non observables par nature ? Par exemple, existe-t-il des « histoires alternatives » dans la mécanique quantique ?
Censure cosmique et conjecture de protection chronologiqueDes singularités non cachées derrière un horizon des événements peuvent-elles résulter de conditions initiales réalistes dans lesquelles on peut prouver une version de conjecture appelée censure cosmique de Roger Penrose qui propose qu'une telle singularité nue n'existe pas. De même, des courbes de temps fermées qui apparaissent parmi les solutions des équations de la relativité générale et qui représentent une possibilité de voyage dans le temps pourraient-elles être éliminées par une théorie de gravité quantique (qui unirait la relativité générale et la mécanique quantique) ?
Flèche du tempsPourquoi le temps a-t-il une direction ?
Énergie du vide
L'ordre de grandeur de l’énergie du vide est-il en accord avec la constante cosmologique ou alors en accord avec le principe d'invariance de Lorentz et la constante de Planck ? Comment résoudre la catastrophe du vide ?

## Observations expérimentales non expliquées
Origine des rayons cosmiques d'énergie ultra-haute et extrême (ultra-high-energy cosmic ray (UHECR), extreme-energy cosmic ray (EECR))L'existence mesurée de rayons cosmiques d'énergie supérieure à 1020 électronvolts pose un problème non résolu, car les mécanismes connus susceptibles d'engendrer des particules de telles énergies seraient très violents et reconnaissables, et devraient être relativement proches de la Terre. Or, aucun astre notable et proche n'a été détecté dans la direction d'où proviennent les particules.
La source de l'inertieIl n'y a pas de théorie unique acceptée qui explique la source de l'inertie. Divers efforts notables de physiciens comme Ernst Mach (principe de Mach), Albert Einstein et Dennis Sciama ont tous été critiqués. Parmi les traitements récents, on peut citer des travaux de C. Johan Masreliez (2006-2009) et Vesselin Petkov (2009).
Courbe de rotation des galaxiesLes galaxies ne tournent pas comme prévu par les lois de Kepler. Les principales hypothèses pour expliquer ce phénomène font intervenir la matière noire.
Problème de la constante cosmologiqueLa valeur observée de la constante cosmologique est trop basse par rapport à celle prévue par la théorie quantique des champs.

## Publications
- Aurélien Barrau, Anomalies cosmiques : La science face à l'étrange, Dunod, 2022